# ザ・ヘラクレス
『ザ・ヘラクレス』（原題: The Legend of Hercules）は、2014年にアメリカ合衆国で制作されたアクションファンタジー映画。
ギリシア神話の英雄ヘラクレスを主人公にした映画作品。主演はケラン・ラッツ、監督はレニー・ハーリンが務めた。

## ストーリー
古代ギリシアの時代、ティリンスの暴君アンピトリュオンは次々に他国を侵略し、自らの王国を恐怖によって支配していた。そんな王のやり方に恐れを抱いた王妃のアルクメネは、ある夜、ついに神に助けを乞うのだった。すると、そこに女神ヘラが現れ、アルクメネと神々の王ゼウスとの間に生まれた子供こそが、この世界を救う救世主となることを告げる。しばらくして、本当にゼウスとの子を出産したアルクメネは、その子にアルケイデスという名をつけるが、「ヘラへの贈り物」という意味の「ヘラクレス」という名こそが、その子の本当の名前なのであった。
やがてアルケイデスはたくましい青年へと成長し、クレタ島の姫君ヘベと恋に落ちる。しかし、アルケイデスを激しく嫌悪しているアンピトリュオンは、自らの息子イピクレスとヘベとの政略結婚を決め、二人の仲を引き裂くのであった。アルケイデスはヘベと駆け落ちを試みるが失敗、彼は決して生きては戻れない言われる戦地エジプトへと送られることになってしまう。
エジプトへの出発前夜、アルクメネはアルケイデスに出生の秘密と、彼の本当の名がヘラクレスであることを伝える。アルケイデスはヘベに対し、イピクレスとの結婚式までの3ヶ月の間に必ず生きて帰ってくると約束する。こうして過酷な旅へと出発したアルケイデスは、親友のソティリスと共に幾多の戦場を駆け抜け、ついにギリシアに帰還する。
ギリシアに帰って来たアルケイデスは、そこで残酷な報せを耳にする。なんと彼の母親であるアルクメネが、アンピトリュオンに殺害されたというのだ。母の仇を討つため、最愛の女性を連れ戻すため、アルケイデスは神の子ヘラクレスとして立ち上がる決意をする。

## キャスト
| 役名                     | 俳優                   | 日本語吹替   |
| ------------------------ | ---------------------- | ------------ |
| ヘラクレス／アルケイデス | ケラン・ラッツ         | 小松史法     |
| ヘベ姫                   | ガイア・ワイス         | 甲斐田裕子   |
| アンピトリュオン王       | スコット・アドキンス   | 手塚秀彰     |
| アルクメネ王妃           | ロクサンヌ・マッキー   | 松谷彼哉     |
| イピクレス               | リアム・ギャリガン     | 野沢聡       |
| ソティリス               | リアム・マッキンタイア | 星野貴紀     |
| ケイロン                 | ラデ・シェルベッジア   | 魚建         |
| タラク                   | ジョナサン・シェック   | 玉木雅士     |
| アガメムノン             | ルーク・ニューベリー   | 玉木雅士     |
| カキア                   | マライア・ゲイル       | 竹内絢子     |
| 女神ヘラ                 | マライア・ゲイル       | 志摩淳       |
| タラス王                 | ニコライ・ソティロフ   | マンモス西尾 |